# Algemene verkiezingen in Nigeria 2007
De algemene verkiezingen in Nigeria van 2007 vonden op 21 april. Er werd zowel een nieuwe president als een nieuw parlement gekozen.

## Presidentsverkiezingen
| Kandidaat                         | Kandidaat                         | Partij                            | Stemmen    | %     |
| --------------------------------- | --------------------------------- | --------------------------------- | ---------- | ----- |
|                                   | Umaru Yar'Adua                    | People's Democratic Party         | 24.638.063 | 69,60 |
|                                   | Muhammadu Buhari                  | All Nigeria Peoples Party         | 6.605.299  | 53,96 |
| Ongeldige stemmen/ blanco stemmen | Ongeldige stemmen/ blanco stemmen | Ongeldige stemmen/ blanco stemmen | 844.519    |       |
| Totaal                            | Totaal                            | Totaal                            | 35.397.517 |       |
| Geregistreerde kiezers/ opkomst   | Geregistreerde kiezers/ opkomst   | Geregistreerde kiezers/ opkomst   | 61.567.036 | -     |
| Bron: AED (36 staten + FCT)       |                                   |                                   |            |       |

## Parlementsverkiezingen

### Huis van Afgevaardigden
| Partij    | Partij                       | Zetels | % |
| --------- | ---------------------------- | ------ | - |
|           | People's Democratic Party    | 262    |   |
|           | All Nigeria Peoples Party    | 62     |   |
|           | Action Congress              | 32     |   |
|           | Progressive Peoples Alliance | 3      |   |
|           | Accord                       | 0      |   |
|           | Labour Party                 | 1      |   |
| Totaal    | Totaal                       | 360    |   |
| Bron: IPU |                              |        |   |

### Senaat
| Partij    | Partij                       | Zetels | % |
| --------- | ---------------------------- | ------ | - |
|           | People's Democratic Party    | 85     |   |
|           | All Nigeria Peoples Party    | 16     |   |
|           | Action Congress              | 6      |   |
|           | Progressive Peoples Alliance | 1      |   |
|           | Accord                       | 1      |   |
|           | Labour Party                 | 0      |   |
| Totaal    | Totaal                       | 109    |   |
| Bron: IPU |                              |        |   |

## Afbeeldingen

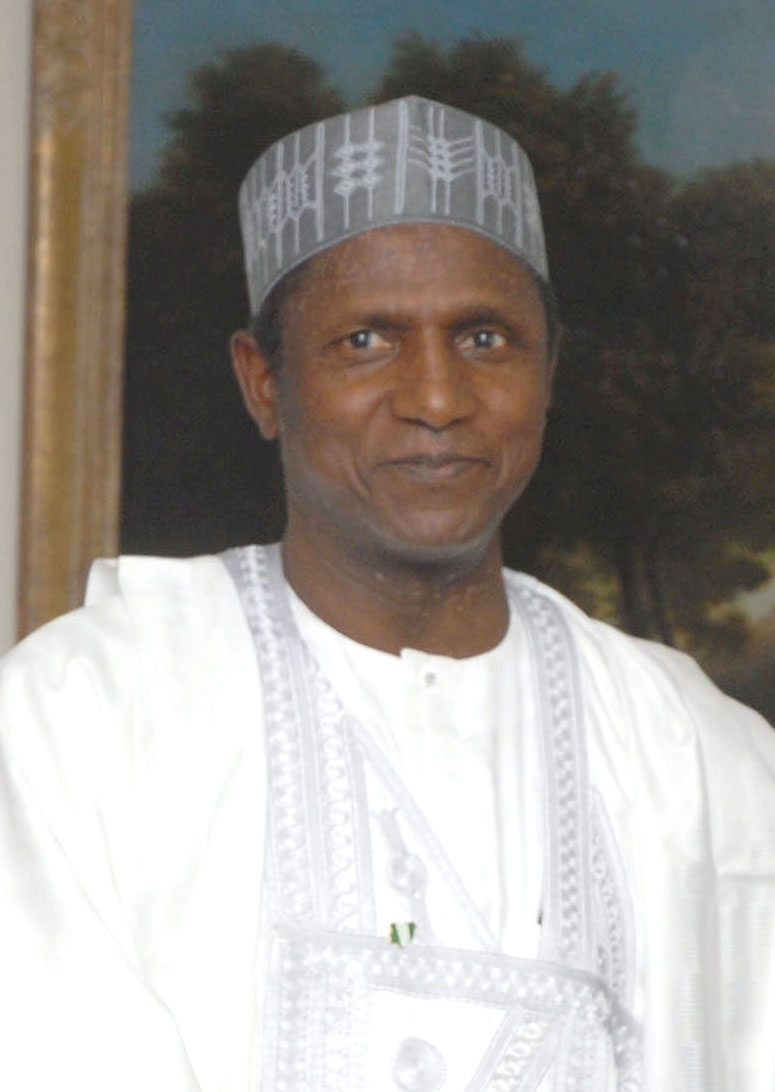
Umaru Yar'Adua won de presidentsverkiezingen met bijna 70% van de stemmen
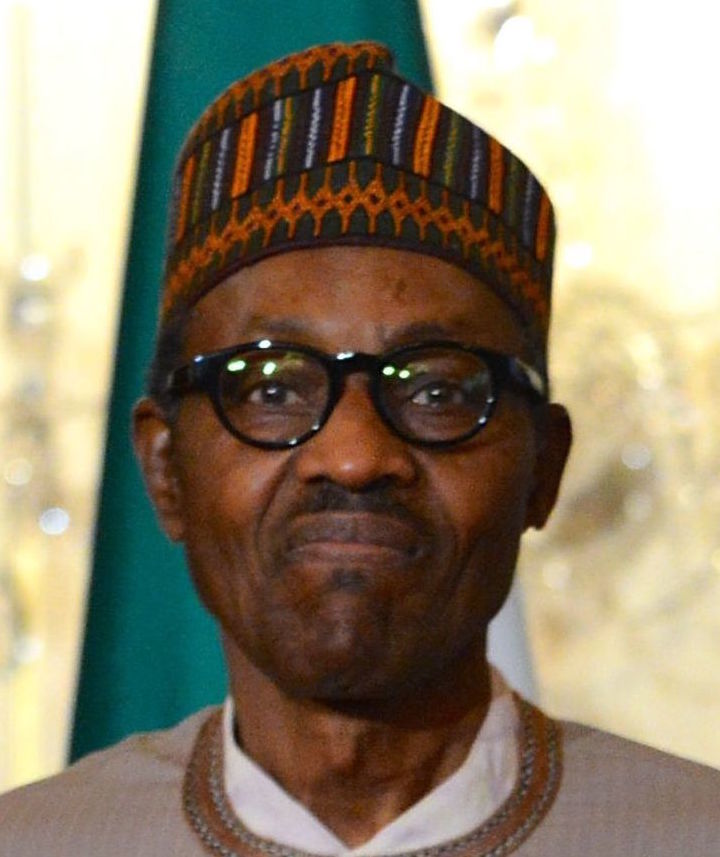
Muhammadu Buhari verloor de presidentsverkiezingen met 18,5% van de stemmen